# Teatro aquático de fantoches

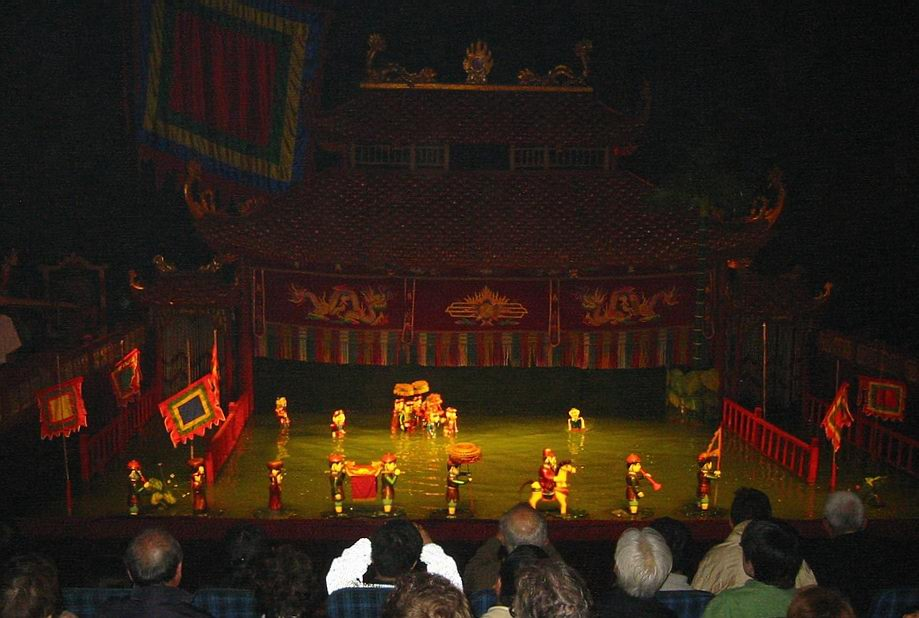
Teatro aquático Than Long (Hanói)

O teatro aquático de fantoches (em vietnamita:  múa rối nước) é uma modalidade de teatro de fantoches, uma manifestação cultural característica do Vietnam.

## Histórico
Sua origem é obscura, mas possivelmente já no século XI integrava a vida cultural do país. Era uma arte cujos segredos, mantidos restritos, se transmitiam dos mais velhos aos mais jovens dentro de uma mesma família.
Em 1980 foi considerada uma arte extinta, quando uma organização francesa veio proporcionar nova vida a esta tradição. Os grupos atualmente existentes já se apresentaram em outros países, e podem ser vistos em atividade tanto em Hanói como na cidade de Ho Chi Minh.
No Thăng Long (Teatro Aquático de Hanói) o ingresso custa 40.000 đ (cerca 2 €, no câmbio de dezembro de 2003), preço que inclui um CD de músicas. Quem deseje fotografar ou filmar deve pagar 1 ou 5 dólares americanos extras, respectivamente. O espectador recebe programas em vários idiomas, além do vietnamita (em inglês, francês, japonês e chinês), o mesmo ocorrendo com os anúncios.

## Apresentação

### A orquestra

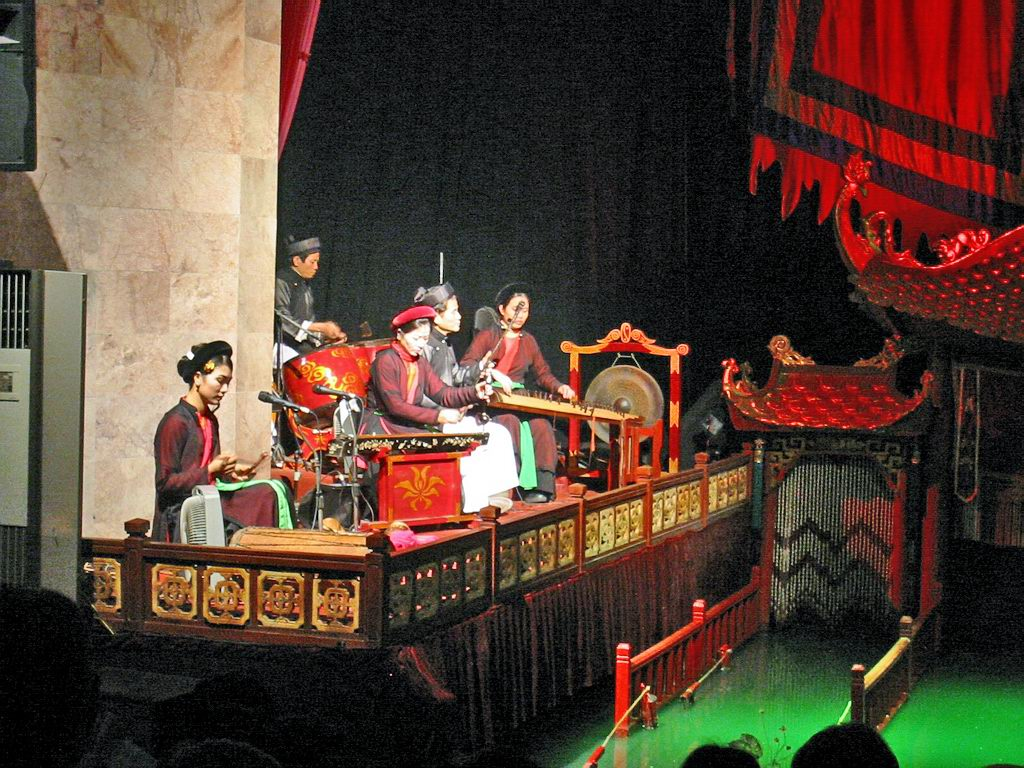
A orquestra

O espetáculo é musicado por uma pequena orquestra (que conta, inclusive, com um monocórdio típico vietnamita, chamado Đàn Bầu), que toca durante toda a apresentação. Além disso, os integrantes da orquestra emprestam suas vozes para os bonecos.
A orquestra fica posicionada a um lado do "palco", que na verdade é uma espécie de piscina ou tanque.

### O "palco"
Originalmente este tanque era a lagoa da aldeia, ou mesmo um lago próximo. No tanque, os protagonistas são instalados sobre postes feitos de bambu, que ficam submersos enquanto os bonecos ficam sobre a superfície. Ao fundo deste local está uma cortina, também feita de bambu.

### Protagonistas

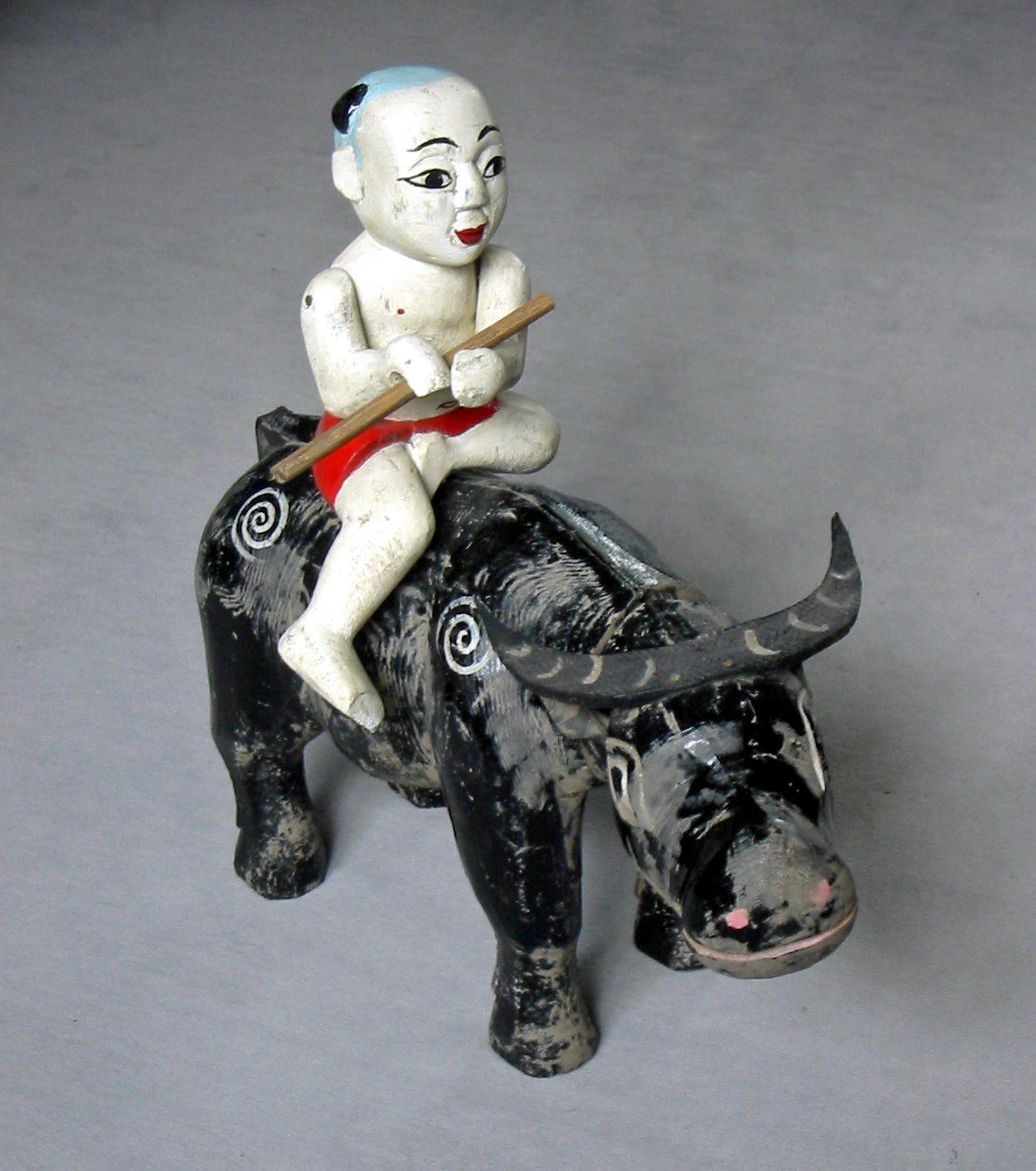
Típico personagem

Os bonecos, movidos por hastes de bambu, têm seu controle situado atrás da cortina de bambu. São de tamanhos que variam de 30 centímetros a 1 metro de altura, com peso variando de 1 a 5 quilogramas. Sua confecção é feita em madeira de pés de figo nativos, tornadas impermeáveis por uma cobertura de resina e verniz.
Assim como outras peças móveis, os bonecos são guiados pela outra extremidade das varas, por vezes com uso de cordas.

## Personagens e peças
As peças têm como personagens, geralmente, pessoas e cenas da vida rural, ou figuras típicas como o flautista montado num búfalo, ou um plantador de fumo. Além desses quadros bucólicos, são encenadas danças místicas de leões e dragões, bem como dos quatro animais sagrados: a Fênix, o kỳ lân (Qilin, o unicórnio chinês), Long ( o Dragão chinês), e a tartaruga.
Um outro motivo folclórico também costuma ser encenado, que é a lenda da batalha do rei Le Loi.